# Hyloscirtus platydactylus
Hyloscirtus platydactylus är en groddjursart som först beskrevs av George Albert Boulenger 1905.  Hyloscirtus platydactylus ingår i släktet Hyloscirtus och familjen lövgrodor. IUCN kategoriserar arten globalt som sårbar. Inga underarter finns listade i Catalogue of Life.